# Gate (film)
Gate (게이트?, Ge-i-teuLR) è un film del 2018 diretto da Shin Jai-ho.

## Trama
So-eun ha dei problemi finanziari ed è perseguitata dagli strozzini; quando suo padre esce dal carcere, decide allora di progettare insieme allo zio e a un vicino di casa un elaborato furto.

## Distribuzione
In Corea del Sud, la pellicola è stata distribuita a partire dal 28 febbraio 2018.